# 残像 (flumpoolの曲)
「残像」（ざんぞう）は、flumpoolのメジャー3枚目のシングル。2010年2月3日に発売。

## 解説
- 同じアミューズ所属の三浦春馬主演のドラマ『ブラッディ・マンデイ』の第2シーズンの主題歌。
- 1シーズンの主題歌だった「Over the rain 〜ひかりの橋〜」から引き継いで同ドラマの主題歌を担当する。

## 収録曲
1. 残像
作詞：山村隆太、作曲：阪井一生、編曲：玉井健二、百田留衣
  - TBS系ドラマ『ブラッディ・マンデイ -シーズン2-』主題歌
2. Birds
作詞：山村隆太、作曲：阪井一生、編曲：玉井健二、古川貴浩
3. 今年の桜 (Graduation Remix)
作詞：山村隆太、作曲：阪井一生、編曲：Dugo  (Takahiro Izutani)
4. Over the rain 〜ひかりの橋〜 Live at 日本武道館
作詞：山村隆太、作曲：トキタサトシ、編曲：百田留衣
初回プレス分のみ収録。
5. 残像 (Insrumental)

## テレビ出演
- 王様のブランチ（TBS、2010年1月23日）
- MUSIC STATION（テレビ朝日、2010年2月5日）
- 音楽戦士 MUSIC FIGHTER（日本テレビ、2010年2月5日）
- CDTV（TBS、2010年2月6日）
- MUSIC JAPAN（NHK総合テレビ、2010年2月7日）